# Dibbuk
Un Dibbuk (també anomenat Dybuk o Dybbuk, en plural Dibbukim; en hebreu דיבוק = „Aferrat“)) és, segon les creences populars jueves, un esperit d'un mort, sovint maligne, que entra en el cos d'una persona viva causant-li una conducta irracional. Es tracta, doncs, d'un cas de possessió.

## Història del concepte de Dibbuk

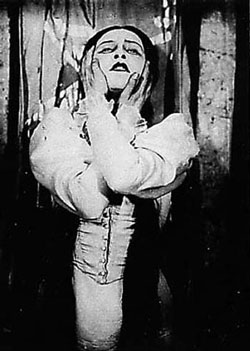
Hanna Rovina en el rol de la „possessa“ Lea a una representació teatral de la peça "El Dibbuk" d'An-Ski. Representació de la companyia teatral Habima a Moscou el 1920

El terme "Dibbuk" i la possessió de cossos per part d'ànimes a la mitologia jueva apareixen per primera vegada en escrits del segle xvi. Abans s'havien esmentat casos de possessió demoníaca (que no d'ànima) en el món jueu (com per exemple a l'obra de Josephus). Com a prevenció es recomanava seguir les normes ortodoxes del judaisme. Yoel Teitelbaum (1887–1979), rabí de la dinastia hassidim dels Satmar, defensava la psiquiatria com a tractament per a curar els casos de Dibbuk.

## La possessió en la religiositat popular jueva
L'ànima del mort pot ser que, a causa de les seves faltes i errors en vida, no pugui separar-se de la seva existència terrenal i cerqui un cos viu per a posseir-lo. L'etimologia de la paraula Dibbuk prové de les expressions dibbuk me-rúah raan (Engrapada d'un esperit maligne) o dibbuk min ha-hizonim (Dibbuk des de fora).
Segons les creences populars jueves el Dibbuk no és cap concepte metafòric, sinó que té una existència real. L'esperit maligne entra en un cos humà viu i s'aferra a la seva ànima, li produeix malalties psíquiques, parla per la seva boca i mostra en ell una persona totalment aliena al cos posseït. Té una semblança amb els dimonis i esperits que són expulsats mitjançant un exorcisme a l'Església Catòlica. Es creu que una ànima que no ha pogut completar la seva missió durant el temps de vida pot rebre mitjançant l'estat de dibbuk una nova oportunitat. Aquesta creença té un punt de coincidència amb les doctrines del Guilgul (transmigració d'ànimes) i de l'Ibbur (reencarnació) de la Càbala d'Isaac Lúria, i es va estendre sobretot a les zones dels jueus d'Europa de l'Est, predominantment dins de l'Hassidisme.
El Dibbuk és expulsat normalment per un Tsaddiq (en hebreu, un Just) acompanyat de 10 membres de la comunitat (Minyan) vestits en camises de mort. En aquesta cerimònia es cremen herbes aromàtiques, es reciten pregàries i es fa sonar el Xofar.

## Altres àmbits d'investigació de la figura del Dibbuk
Els fenòmens relacionats amb la creença en els Dibbukim i amb les històries d'aquestes possessions són estudiats a la medicina i psicologia modernes i catalogats sovint com a casos d'histèria o fins i tot com a atacs d'esquizofrènia.
Dins del camp dels Estudis de Gènere s'ha començat a interessar darrerament per aquest fenomen. S'han fet algunes interpretacions que relacionen les creences en el Dibbuk amb un cert tipus de religiositat femenina. Fent una estadística dels casos registrats, la majoria de les persones posseïdes per un Dibbuk eren dones; els esperits Dibukkim que les posseïen eren per contra majoritàriament (fins a un 95%) homes. Només una petita proporció dels esperits masculins escolliren posseir el cos d'un home

## Exemples de representacions artístiques de la figura del Dibbuk
Literatura

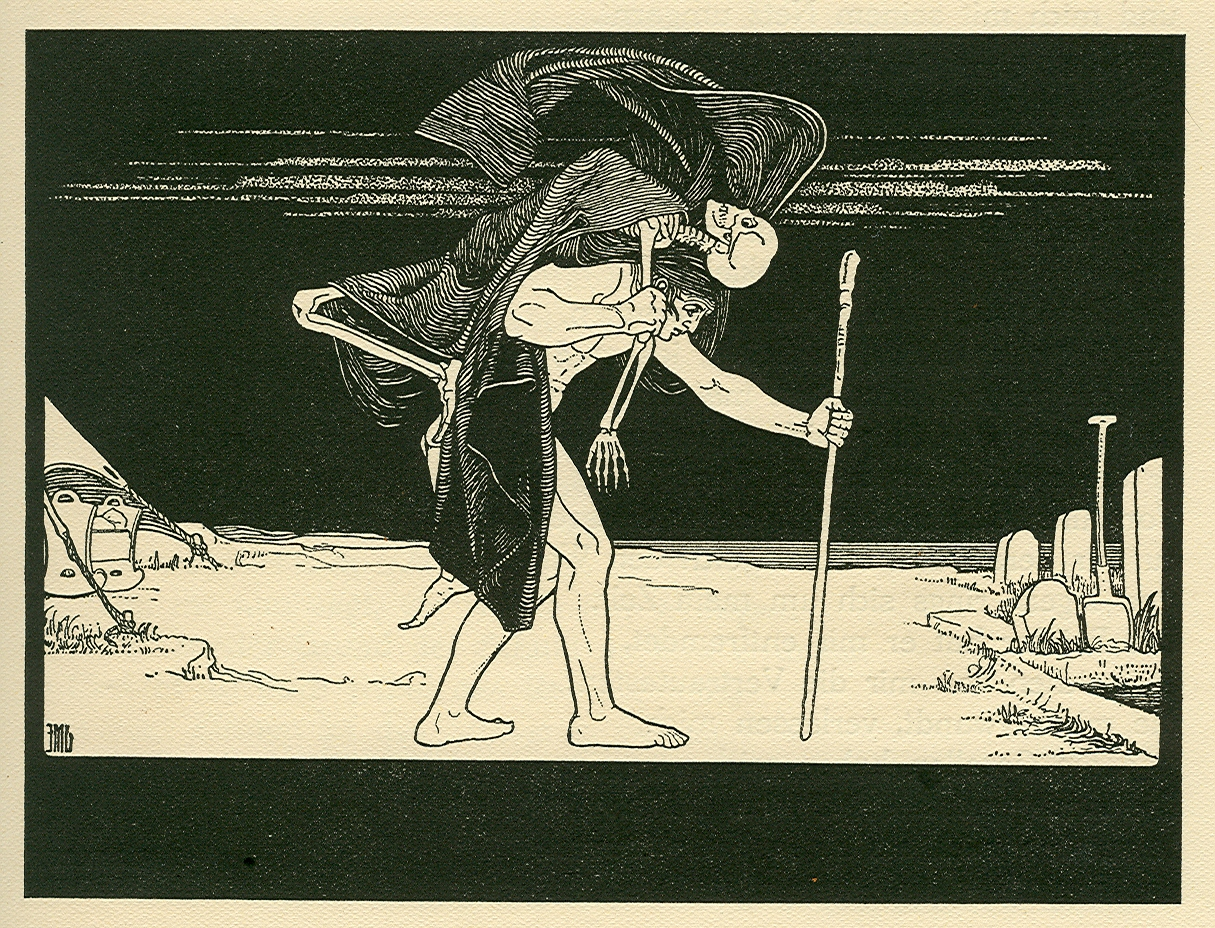
Dybbuk, per Ephraim Moshe Lilien.

- Salomon An-ski: Der Dibbuk (1916). Dramatische Legende in vier Akten; mit Materialien zur Aufführungsgeschichte und zum Exorzismus-Thema.. Frankfurt a.M. 1989. ISBN 3-458-32901-3.
- Isaac Bashevis Singer (1969): Der sotn in Goraj. (Satanàs a Goraj, en llengua jiddisch). Reinbek bei Hamburg. ISBN 3-499-15183-9.
- Isaac Bashevis Singer (1985): Eine Nacht in Brasilien. (Una nit al Brasil, en llengua alemanya) a: Old Love. Geschichten von der Liebe. Múnic. ISBN 978-3-446-14313-5.
- Romain Gary (1967): La danse de Gengis Cohn. Paris. (El Ball de Genguis Cohn, en llengua francesa) Múnic 1969.
- Hanna Krall (1996): Der Dibbuk. A: Existenzbeweise. Frankfurt a.M. 1996. ISBN 3-8015-0288-0.

Cinema
- Der Dibuk (Jiddisch: דער דיבוק), Pel·lícula de Michał Waszyński segons l'obra de teatre d'An-ski, Polònia 1937.
- Ha-Dybbuk, en llengua hebrea, pel·lícula d'Ilan Eldad, Israel 1968.
- Ha-Dybbuk B’sde Hatapuchim Hakdoshim (El Dibbuk del camp de pomes sagrat, en llengua hebrea:), pel·lícula de Yossi Somer segons l'obra de teatre d'An-ski, Israel 1998.
- The Unborn, pel·lícula de terror amb el motiu del Dibbuk com a eix central, 2009
- A Serious Man, pel·lícula dels germans Ethan i Joel Coen (2009); comença amb una escena d'un Dibbuk
- The Possession (The Dibbuk Box), 2012, Direcció: Ole Bornedal
- Paranormal Witness (Temporada 2, episodi 4), Sèrie de televisió des Estats Units, 2011, Direcció: Gillian Pachter

Música
- Lodovico Rocca: Il Dibuk, Òpera, estrena a la Scala de Milà el 1934.
- David Tamkin: The Dybbuk, Òpera, 1933, estrena a la New York City Opera el 1951.
- Karl Heinz Füssl: Dybuk, Òpera, 1970, estrena al Badischen Staatstheater Karlsruhe
- Leonard Bernstein: Dybbuk, Ballet, Estrena al New York State Theater 1974.